# Marko Perović (Fußballspieler, 1984)
Marko Perović (* 11. Januar 1984 in Priština, SFR Jugoslawien) ist ein ehemaliger serbischer Fußballspieler.

## Karriere
Der offensive Mittelfeldspieler und Stürmer spielte von 2002 bis 2007 bei Roter Stern Belgrad. Von Januar 2008 bis März 2010 stand er beim FC Basel unter Vertrag. Am 28. März 2010 wurde sein Wechsel in die Major League Soccer zu New England Revolution bekanntgegeben. Perović unterschrieb einen Vertrag bis zum Ende der Saison im Jahr 2011.
Nach 29 Ligaspielen und sieben erzielten Treffern wechselte er zur Saison 2012 zurück zu Roter Stern Belgrad. Dort kam er zu zwei Ligaspieleinsätzen ohne einen Torerfolg. Weitere Stationen seiner Karriere waren im Jahr 2013 der FC Persepolis im Iran mit 13 Ligaspielen bei zwei erzielten Toren und OFK Belgrad mit drei Ligaspielen ohne Torerfolg. Im Jahr 2014 wechselte er nach Thailand zu Chainat Hornbill FC und wurde in zwölf Ligaspielen eingesetzt mit einem Torerfolg. Im gleichen Jahr wechselte er zum FK Radnički 1923 zurück nach Serbien und spielte in neun Ligaspielen ohne einen Torerfolg für seinen neuen Verein. In der Saison 2015 wechselte er zum Sime Darby FC und im Jahr 2016 zu Operário Ferroviário EC nach Brasilien. Im Jahr 2017 spielte Perović in Hongkong für South China AA und den Ligakonkurrenten R&F (Hong Kong). Für seine letzte Spielzeit im Jahr wechselte er zu Guangzhou City FC wurde jedoch nicht mehr in Ligaspielen eingesetzt und beendete seine Karriere in der Reservemannschaft mit 35 Jahren.

## Erfolge
Marko Perović wurde mit Roter Stern Belgrad zweimal serbischer Fußballmeister in der Saison 2005/06 und der Saison 2006/07. Mit dem FC Basel wurde er in der Saison 2007/08 und der Saison 2009/10 Schweizer Fussballmeister und wurde in diesen beiden Spielzeiten zusätzlich Schweizer Pokalsieger.

## Nationalmannschaft
Perović absolvierte für die serbische U-21-Fußballnationalmannschaft insgesamt drei Spiele und feierte sein Debüt am 3. September 2006 im Qualifikationsspiel zur U-21 Europameisterschaft in der Gruppe 3 gegen die Mannschaft aus Georgien. Das Spiel wurde mit 1:3 verloren und Perović wurde über die gesamte Spielzeit eingesetzt. Seinen zweiten Einsatz im Nationaltrikot von Serbien hatte er am 6. September 2006 im Qualifikationsspiel zur U21-Europameisterschaft der Gruppe 3 gegen die Mannschaft aus Litauen. Dieses Spiel gewann er mit seiner Mannschaft 2:0 konnte jedoch keinen Treffer erzielen. Seinen letzten Einsatz für Serbien hatte er im Freundschaftsspiel der U21 am 27. März 2007 im Spiel gegen die Mannschaft aus Portugal. Das Spiel konnte Serbien mit einem 2:0 gewinnen.